# Sereni (cognome)
Sereni è un cognome di lingua italiana.

## Varianti
Seren, Serena, Sereno, Serenella, Serenello, Serenelli.

## Origine e diffusione
Dall'aggettivo sereno, già presente come cognomen latino serenus. Nella forma Sereni, è diffuso nel Centro-Nord con circa duemila nuclei; registra anche una decina di presenze al Sud e in Sardegna. Esiste tra le molte famiglie Sereni non ebraiche, una famiglia ebraica con questo cognome, presente a Roma e in parte trasferita in Israele: tra i più noti Enzo e Ada Sereni

## Persone
- Licinio Sereniano governatore di Cappadocia (235) acerbus et dirus persecutor dei cristiani. Ascendente mitico dei Sereni di Bologna e di Modena
- Giacoma de' Sereni madre dei carmelitani bolognesi Bernardo e Michele Aiguani (XIV secolo)
- Gerardo Sereni (1255 - 1317) teologo, Generale dell'Ordine dei Carmelitani
- Giambattista Sereni (Perugia 1796 - 1856) professore all'Università di Perugia partecipò ai moti del 1831 e fu deputato alla Costituente della Repubblica Romana
- Carlo Sereni (Sabbioncello 1786 - Roma 1868) ingegnere militare precursore del matematico tedesco Karl Friedrich Gauss
- Ada Sereni (1905 - 1997) organizzatrice dell'emigrazione di 25.000 ebrei europei in Palestina
- Enzo Sereni (Roma 1905 - Dachau 1944) sionista, letterato e combattente della resistenza italiano
- Emilio Sereni (Roma 1907 - Civitavecchia 1977) scrittore, intellettuale comunista, partigiano, senatore alla I Legislatura
- Vittorio Sereni (Luino 1913 - Milano 1983) poeta, saggista
- Angelo Claudio Sereni Capitano del Genio Navale, Croce di guerra al V.M. (La Maddalena, 13 settembre 1943)
- Graziella Sereni (Genova 1940) docente
- Clara Sereni (Roma 1943) scrittrice, figlia di Emilio
- Marina Sereni (Foligno 1960) donna politica di Sinistra, deputato dell'Ulivo alla Camera
- Mario Sereni cantante interprete con Maria Callas (Traviata, Lisbona 1958), primo baritono del Metropolitan
- Matteo Sereni (Parma 1975) calciatore, portiere del Brescia.
- Fabio Sereni (Roma 1927) uno dei più importanti pediatri italiani del dopoguerra

## Altro
Arma della famiglia Sereni di Modena: D'azzurro ad un cerchio d'oro, accompagnato da tre delfini dello stesso; al capo mantellato carico di tre stelle dell'Ordine di N.S. del Monte Carmelo (Duilio Giacobone Miscellanea - Archivio Araldico Italiano, settembre 1988).